# Eusèbe Picot
 (novembre 2018).
Si vous disposez d'ouvrages ou d'articles de référence ou si vous connaissez des sites web de qualité traitant du thème abordé ici, merci de compléter l'article en donnant les références utiles à sa vérifiabilité et en les liant à la section « Notes et références ».
Pour les articles homonymes, voir Picot.

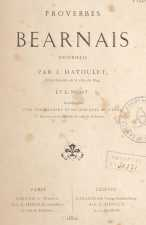

Eusèbe Picot (1783-1868) est un écrivain béarnais de langue d'oc.

## Opinion de contemporains
Selon les mots de Simin Palay : « Écrivain polygraphe [...] poète, conteur, historien, journaliste, linguiste; auteur d'un recueil de proverbes béarnais (1862) et d'un lexique, en collaboration avec J. Hatoulet » (il est à remarquer que dans l'introduction de 1850 de ses Countes biarnés édité en Argentine, Alexis Peyret mentionne la genèse de ce « dictionnaire de notre langue » et qualifie Picot de « linguiste et poète ».

## Mot d'Enric IV(norme classique)

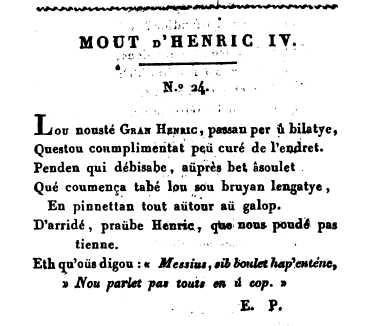
Mouts d'Enric IV, dans la graphie de l'édition de 1820

Lo noste gran Enric, passant per un vilatge,

Qu'estó complimentat peu curé de l'endret.

Pendent qui devisava, auprès bèth asolet

Que comença tanben lo son bruyant lengatge

      En pinentant tot autorn, au galòp.

D'arríder, praube Enric, que non s'podè pas tiéner.

Eth qu'us digó : "Messiurs, si vs' voulètz har vs' enténer,

Non parlètz pas tots en un còp".
(Notre grand Henri, passant par un village, Fut complimenté par le curé de l'endroit. Pendant qu'il parlait, un âne non loin commença également son bruyant langage, en sautillant tout autour, au galop. De rire, le pauvre Henri ne pouvait plus se retenir. Il leur dît : "Messieurs, si vous voulez vous faire entende, ne parlez ps tous à la fois.)

### Philologie béarnaise
- Hatoulet et Picot, Proverbes béarnais, Lyon, Louis Perrin, 1862 (lire en ligne).

### Éditions par Émile Vignancour de poésies en béarnais
- Estreés béarnaises, ta l'an 1820, Pau, Vignancour, 1820 (lire en ligne).
- Poésies béarnaise, Pau, Vignancour, 1827 (lire en ligne).
- Poésies béarnaise, Pau, Vignancour, 1852 (lire en ligne).
- Poésies béarnaise, Pau, Vignancour, 1860 (lire en ligne).

### En français
- Nouvel Almanach des Muses, Paris, Capelle et Reand, 1811 (lire en ligne)

### Critique
- Michel Camelat, La Literature gascoune de las Hounts purmères à Oey lou die, Pau, Émile Vignancour, 1950
- Camproux, Charles, Histoire de la littérature occitane, Payot, 1953.
- Clavé, Paul, Littérature gasconne : prosateurs béarnais, Per Noste, 1980.
- Simin Palay, Dictionnaire du béarnais et du gascon modernes, CNRS, 1980.
- Peyret, Alexis, Countes Biarnés, Buenos Aires, Lajouane Éditeur, 1890.